# Консервация органов и тканей
Консервация органов и тканей — сохранение органов и тканей вне организма физиологически полноценными и пригодными для практического применения в течение длительного срока. Консервация помогает заготовлять органы и ткани заблаговременно, всегда иметь их в запасе и транспортировать на значительные расстояния. Консервация крови см. статью Донорство крови

## Способы и методы консервации
Для уменьшения повреждений в изъятых из тела донора и изолированных органах и тканях используют три основных способа консервации:
- нормотермическую перфузию — поддержание обменных процессов на исходном (оптимальном) уровне за счет непрерывной доставки кислорода и питательных веществ в условиях нормотермии;
- гипотермическую перфузию и статическую консервацию — поддержание обменных процессов на сниженном уровне за счет охлаждения до субнулевых температур;
- замораживание при отрицательных температурах (криоконсервацию) — максимально полное, обратимое прекращение обменных процессов в клетках.

Выбор способа и конкретного метода консервации органов и тканей определяется их структурой, интенсивностью обмена веществ и выполняемой функцией.
Методы консервации в соответствии с основными способами противоишемической защиты органов и тканей делятся на три группы: нормотермические, гипотермические и криогенные. Нормотермическая консервация органов воссоздает оптимальные условия их жизнедеятельности; проводится с помощью методов аппаратной перфузии сосудистого русла оксигенированной кровью при температуре + 35-37 °С. Возможно пролонгированное сохранение органов в теле асистолического донора при подключении систем типа ЭКМО (экстракорпоральной мембранной оксигенации) либо использовании транспортных аппаратов нормотермической перфузии солидных органов при необходимости пролонгирования экстракорпорального периода изъятого органа с мониторингом витальных показателей и функции органа в реальном времени. К недостаткам метода гомотермической консервации относятся высокая стоимость аппаратов и расходных материалов, недостаточная изученность результатов трансплантации органов, консервированных таким образом. Нормотермическая консервация тканей из-за невозможности осуществления тканевой перфузии не находит широкого применения. Гипотермическая консервация создает условия жизнеобеспечения органов и тканей на сниженном уровне за счет быстрого охлаждения и хранения трансплантатов при положительных температурах (близких к 0 °С): +4-8 °С. В силу своей технической простоты, эффективности и низкой себестоимости этот метод получил широкое распространение.
В клинической практике используют два основных варианта метода фармакогипотермической консервации органов: метод гипотермической перфузии (А) и бесперфузионный метод статической консервации (Б).
А. Гипотермическая перфузия органов — метод основан на быстрой отмывке органа и последующей его постоянной пульсирующей перфузии при температуре +8 °С кровью, оксигенированным белково-солевыми растворами внеклеточного типа, содержащими дополнительно субстраты, метаболиты и фармпрепараты, которые пролонгируют обмен веществ в органе на сниженном уровне. Метод предусматривает использование стационарных аппаратов или транспортных перфузионных аппаратов
Полагают, что перфузионные системы с пульсирующей подачей перфузата позволяют не только улучшить функционирование трансплантатов в раннем и отдаленном посттрансплантационном периодах, но и увеличить количество донорских почек, пригодных для трансплантации за счет их постишемической реабилитации во время перфузии. К недостаткам перфузионного метода гипотермической консервации относят возможность повреждения сосудистого эндотелия, повышающего иммуногенность трансплантата, необходимость использования дорогостоящего оборудования и перфузатов, а также дополнительную опасность инфицирования трансплантата во время манипуляций.
Б. Бесперфузионный метод статической консервации (одномоментная холодовая перфузия) — метод, в настоящее время являющийся золотым стандартом консервации органов человека. Он основан на кратковременной отмывке и 27 быстром заполнении сосудистого русла органа холодным (+4 °С) консервирующим раствором в сочетании с наружным охлаждением органов стерильным льдом при дальнейшем хранении в стерильной емкости с консервирующим раствором при температуре около + 4 °С. Транспортировку органа производят в изотермических контейнерах, поддерживающих температуру в диапазоне от + 4 до + 6 °С. После перфузии для органа наступает период холодовой ишемии. Оптимальная продолжительность его варьирует в зависимости от органа и используемого консервирующего раствора.
Гипотермическую консервацию тканей осуществляют бесперфузионным методом в жидких средах при температуре от + 2 до + 6 °С путем размещения тканевых трансплантатов в стеклянные или пластиковые емкости и хранения их в бытовом холодильнике в сроки от нескольких дней до нескольких недель и даже месяцев.
Криогенная консервация (замораживание) тканей и органов предполагает максимально полное обратимое прекращение обменных процессов при воздействии температур ниже 0 °С (до −70 °С и ультранизких криогенных температур −196 °С) и восстановление полноценной функции после отогревания (при t = 37°С). Однако в настоящее время не удается избежать необратимого повреждения структуры органов, связанного с их замораживанием/ отогреванием.
Консервация костного мозга в настоящее время приобретает особую актуальность, так как трансплантацию костного мозга стали использовать не только для коррекции гематологических заболеваний, но и в регенерационной медицине для индукции восстановительных процессов в поврежденных органах.
Задачи консервации органов:
- снижение уровня клеточного метаболизма;
- поддержание целостности клеточных мембран;
- обескровливание органа для предотвращения внутрисосудистых тромбозов;
- уменьшение образования свободных радикалов кислорода.

Растворы для перфузии органов, применяемые в США:
1. Раствор Висконсинского университета (UW) — органы брюшной полости, сердце.
2. HTK — (Custodiol) — органы брюшной полости, сердце.
3. Celsior — сердце.
4. Perfadex — раствор для консервации легких.

## Повреждение донорских органов[3]
Отсутствие кровотока в органе приводит к прекращению аэробного окисления глюкозы и жирных кислот. В анаэробных условиях происходит прекращение синтеза АТФ в ишемизированной клетке, что ведет к угнетению деятельности калий-натриевой помпы, нарушается внутриклеточный баланс жидкостей и ионов: хлор, кальций и вода диффундируют в клетку, а калий и магний — из неё. Возникают отек и набухание клетки, внутриклеточный калий и магний истощаются, а кальций способствует активации фосфолипазы А, ответственной за лизис клеточных мембран. Наступает дезинтеграция мембран органелл и самой клетки. Возрастает концентрация лактата и других недоокисленных продуктов вследствие возникающего анаэробного гликолиза, что также приводит к снижению клеточного pH и нарушению целости лизосомальных мембран с высвобождением лизосомальных ферментов. Последние разрушают связи транспортных белков (трансферрин, ферритин) с входящими в их структуру нонами металлов (железо, медь). В течение нескольких минут в ишемизированных тканях накапливается большое количество гипоксантина и ксантиноксидазы. Это первая фаза ишемически-реперфузионных повреждений. Следующая фаза — реперфузионная. Высвободившиеся ионы металлов и кальция играют роль катализаторов в окислении гипоксантина (продукт распада АТФ) под влиянием ксантиноксидазы, а это приводит лавинообразному увеличению свободных радикалов после реперфузии.
У доноров со смертью мозга и у доноров с необратимой остановкой кровообращения в силу нестабильности гемодинамики и замедления кровотока повреждение эндотелия и активация лейкоцитов происходят ещё до изъятия, носят универсальный характер. Повреждение трансплантата происходит при этом ещё до начала консервации и тем более до повторного запуска кровотока.
Продуцируемые ишемизированным эндотелием молекулы адгезии, такие как IСАМ-I, VCAM-1, P-селектин и E-селектин, приводят к связыванию полиморфноядерных лейкоцитов с поверхностью самого эндотелия — происходит адгезия к стенке кровеносного сосуда, и друг с другом.
Первая стадия адгезии заключается в выходе лейкоцита в пристеночный слой плазмы микрососуда, где происходит своеобразное «перекатывание» лейкоцита по внутренней стенке сосуда в направлении движения крови (rolling). Далее движение лейкоцитов все более замедляется (activation). Затем лейкоциты фиксируются к стенке сосуда (firm adhesion), после чего содержимое клетки «переливается» с помощью интегринов — разновидности молекул рецепторов CD11/CD18b, через поры в стенке сосуда в окружающие сосуд ткани и инфильтрируют весь орган, его паренхиму и интерстиций в целом. Массовая адгезия лейкоцитов к стенкам сосудов и друг к другу приводит в конечном счете к образованию крупных лейкоцитарных конгломератов, которые закупоривают просвет сосудов и резко ухудшают венозный отток. В поперечнике конгломераты достигают порой 20-50 мкм. В терминальный период кислородного голодания тканей, вплоть до полной остановки дыхания и сердечной деятельности, конгломераты достигают размеров до 80 мкм, что приводит к окклюзии сосудов все большего диаметра и к их резкой деформации. Этим впоследствии объясняется трудность или невозможность восстановления микроциркуляции при глубокой гипоксии. Наибольшее значение при этом имеет время нестабильной гемодинамики, тепловой ишемии и происходящая при этом «мобилизация лейкоцитов», имеющая мишенью микроциркуляторное русло и эндотелий органа. После запуска кровотока активированные нейтрофилы становятся главным источником продукции свободных радикалов, ферментов лизиса, происходит презентация антигенной информации прямым и непрямым путем, подключается эффекторное воздействие активированных Т-лимфоцитов. Возникают сценарии осложнений, которые включают в себя неспецифические воспалительные и иммунологические конфликты, приводящие к утере трансплантата в разные сроки в зависимости от степени выраженности перенесенной ишемически-реперфузионной травмы.
Таким образом, в снижении функциональных резервов донорского органа наиболее значимым является не только истощение энергетических запасов тканей при ишемии, а также редукция потенциала восстановления энергетического резерва из-за блокирования микроциркуляторного русла конгломератами лейкоцитов.